# لا پلنت (داکوتای جنوبی)
لا پلنت(به انگلیسی: La Plant) شهری در ایالت داکوتای جنوبی کشور ایالات متحده آمریکا است که جمعیت آن در سرشماری سال ۲۰۱۰ میلادی، ۱۷۱ نفر بوده‌است.